# Schizandrasca
Schizandrasca är ett släkte av insekter. Schizandrasca ingår i familjen dvärgstritar.
Kladogram enligt Catalogue of Life:
| Schizandrasca | \| \| Schizandrasca rubrifrons \| \| \| \| \| \| Schizandrasca ussurica \| \| \| \| |
|               | \| \| Schizandrasca rubrifrons \| \| \| \| \| \| Schizandrasca ussurica \| \| \| \| |
|               | Schizandrasca rubrifrons                                                            |
|               |                                                                                     |
|               | Schizandrasca ussurica                                                              |
|               |                                                                                     |